# Landesregierung und Stadtsenat Gratz II
Landesregierung und Stadtsenat Gratz II war die Bezeichnung für die Wiener Landesregierung und den Wiener Stadtsenat unter Bürgermeister und Landeshauptmann Leopold Gratz zwischen 1973 und 1978. Die Landesregierung Gratz II amtierte von der Angelobung am 23. November 1973 nach der Landtags- und Gemeinderatswahl 1973 bis zur Angelobung der Landesregierung Gratz III. Nach dem Einsturz der Reichsbrücke trat Fritz Hofmann am 6. August 1976 von seinem Amt als Amtsführender Stadtrat zurück. Mit dem 30. August wurde die Landesregierung und der Stadtsenat um die Nicht-Amtsführenden Stadträte Hans Böck, Heinz Nittel, Rudolf Wurzer und Erhard Busek erweitert. Mit dem 28. September 1976 erfolgte eine große Regierungsumbildung, in deren Folge Hans Böck, Heinz Nittel, Rudolf Wurzer zu Amtsführenden Stadträten befördert wurden und es zu mehreren Änderungen in der Ressortverteilung kam.

## Regierungsmitglieder bis 28. September 1976
| Amt                                                                                | Name                      | Partei | Ressorts                             |
| ---------------------------------------------------------------------------------- | ------------------------- | ------ | ------------------------------------ |
| Landeshauptmann Bürgermeister                                                      | Leopold Gratz             | SPÖ    |                                      |
| 1. Landeshauptmann-Stellvertreterin 1. Vizebürgermeisterin Amtsführende Stadträtin | Gertrude Fröhlich-Sandner | SPÖ    | Kultur, Jugend und Bildung           |
| 2. Landeshauptmann-Stellvertreter 2. Vizebürgermeister Amtsführender Stadtrat      | Hubert Pfoch              | SPÖ    | Wohnen und Liegenschaftswesen        |
| Amtsführender Stadtrat                                                             | Kurt Heller               | SPÖ    | Personal und allgemeine Verwaltung   |
| Amtsführender Stadtrat                                                             | Fritz Hofmann             | SPÖ    | Stadtgestaltung und Verkehr          |
| Amtsführender Stadtrat                                                             | Peter Schieder            | SPÖ    | Umwelt und öffentliche Einrichtungen |
| Amtsführender Stadtrat                                                             | Hans Mayr                 | SPÖ    | Finanzen und Wirtschaft              |
| Amtsführender Stadtrat                                                             | Alois Stacher             | SPÖ    | Gesundheit und Soziales              |
| Amtsführender Stadtrat                                                             | Franz Nekula              | SPÖ    | Städtische Unternehmungen            |
| Stadtrat                                                                           | Hans Böck                 | SPÖ    | ohne Ressort, ab 30. August 1976     |
| Stadtrat                                                                           | Heinz Nittel              | SPÖ    | ohne Ressort, ab 30. August 1976     |
| Stadtrat                                                                           | Rudolf Wurzer             | SPÖ    | ohne Ressort, ab 30. August 1976     |
| Stadtrat                                                                           | Erhard Busek              | ÖVP    | ohne Ressort, ab 30. August 1976     |
| Stadtrat                                                                           | Günther Goller            | ÖVP    | ohne Ressort                         |
| Stadtrat                                                                           | Walter Lehner             | ÖVP    | ohne Ressort                         |
| Stadtrat                                                                           | Wilhelm Neusser           | ÖVP    | ohne Ressort                         |

## Regierungsmitglieder ab 28. September 1976
| Amt                                                                                | Name                      | Partei | Ressorts                                          |
| ---------------------------------------------------------------------------------- | ------------------------- | ------ | ------------------------------------------------- |
| Landeshauptmann Bürgermeister                                                      | Leopold Gratz             | SPÖ    |                                                   |
| 1. Landeshauptmann-Stellvertreterin 1. Vizebürgermeisterin Amtsführende Stadträtin | Gertrude Fröhlich-Sandner | SPÖ    | Kultur, Jugend und Bildung                        |
| 2. Landeshauptmann-Stellvertreter 2. Vizebürgermeister Amtsführender Stadtrat      | Hubert Pfoch              | SPÖ    | Wohnen                                            |
| Amtsführender Stadtrat                                                             | Kurt Heller               | SPÖ    | Personal und Sport                                |
| Amtsführender Stadtrat                                                             | Peter Schieder            | SPÖ    | Inneres und Bürgerservice                         |
| Amtsführender Stadtrat                                                             | Hans Mayr                 | SPÖ    | Finanzen und Wirtschaft                           |
| Amtsführender Stadtrat                                                             | Alois Stacher             | SPÖ    | Gesundheit und Soziales                           |
| Amtsführender Stadtrat                                                             | Rudolf Wurzer             | SPÖ    | Wohlfahrtswesen                                   |
| Amtsführender Stadtrat                                                             | Hans Böck                 | SPÖ    | Bauten                                            |
| Amtsführende Stadtrat                                                              | Heinz Nittel              | SPÖ    | Städtische Dienstleistungen und Konsumentenschutz |
| Amtsführende Stadtrat                                                              | Franz Nekula              | SPÖ    | Verkehr und Energie                               |
| Stadtrat                                                                           | Erhard Busek              | ÖVP    | ohne Ressort                                      |
| Stadtrat                                                                           | Günther Goller            | ÖVP    | ohne Ressort                                      |
| Stadtrat                                                                           | Walter Lehner             | ÖVP    | ohne Ressort                                      |
| Stadtrat                                                                           | Wilhelm Neusser           | ÖVP    | ohne Ressort                                      |